# ساردین روغنی هندی
ساردین روغنی هندی (نام علمی: Sardinella longiceps) نام یک گونه از سرده ساردینچه‌ها است.